# Piano Urbano della Mobilità
Il Piano Urbano della Mobilità (PUM) è uno strumento volontario (a differenza del Piano Urbano del Traffico, che è obbligatorio) a disposizione dei comuni per definire adeguati progetti relativamente al sistema territorio-trasporti. (aggiornamento 2017:  il Piano Urbano del Traffico (PUT) è uno strumento di gestione a breve periodo e di ambito comunale e sostituisce il Piano Urbano della Mobilità (PUM) della legge 340/2000 che non aveva mai avuto una regolamentazione efficace)
Esso si pone generalmente su un periodo di riferimento di 10 anni, e contempla le ipotesi di investimenti in infrastrutture ed innovazioni gestionali da attuarsi nel medio periodo, sia su scala urbana che su scala metropolitana e sovra-comunale.
Quando il comune d'una città vuole porre l'accento sulla mobilità sostenibile, il piano prende il nome di Piano Urbano della Mobilità Sostenibile (PUMS).

## Riferimenti normativi
La predisposizione dei "piani urbani di mobilità" è stata codificata all'art. 22 della legge 24 novembre 2000, n. 340.